# Wave Your Flag World Tour
Wave Your Flag World Tour foi a segunda turnê do grupo global Now United. Os shows da turnê contaram com um público de mais de 150 mil pessoas. A turnê começou em 11 de março de 2022, em Porto Alegre, Brasil, e terminou em 2 de abril de 2022, em Porto, Portugal. Nessa turnê foi apresentada uma nova música: "All Night Long".

## Repertório[1]
1. Abertura
2. Jump
3. Paraná
4. Come Together
5. Lean On Me
6. Who Would Think That Love
7. Golden
8. Heartbreak On The Dance Floor
9. Dana Dana
10. Habibi
11. Afraid Of Letting Go
12. Summer In The City
13. Baila
14. All Night Long
15. Future Me
16. Na Na Na
17. Pas Le Choix
18. Beautiful Life
19. All Day
20. One Love
21. Wave Your Flag

## Lista de concertos
| Data                | Cidade         | País     | Local                  | Ato de Abertura | Público |
| ------------------- | -------------- | -------- | ---------------------- | --------------- | ------- |
| América do Sul      |                |          |                        |                 |         |
| 11 de março de 2022 | Porto Alegre   | Brasil   | Auditório Araujo Viana | The Future X    | 6.292   |
| 12 de março de 2022 | Porto Alegre   | Brasil   | Auditório Araujo Viana | The Future X    | 6.292   |
| 15 de março de 2022 | Curitiba       | Brasil   | Expo Unimed            | The Future X    |         |
| 16 de março de 2022 | Curitiba       | Brasil   | Expo Unimed            | The Future X    |         |
| 18 de março de 2022 | São Paulo      | Brasil   | Ginásio do Ibirapuera  | The Future X    | 30.600  |
| 19 de março de 2022 | São Paulo      | Brasil   | Ginásio do Ibirapuera  | The Future X    | 30.600  |
| 20 de março de 2022 | São Paulo      | Brasil   | Ginásio do Ibirapuera  | The Future X    | 30.600  |
| 22 de março de 2022 | Brasília       | Brasil   | Ginásio Nilson Nelson  | The Future X    | 11.397  |
| 24 de março de 2022 | Rio de Janeiro | Brasil   | Jeunesse Arena         | The Future X    | 15.430  |
| 26 de março de 2022 | Olinda         | Brasil   | Classic Hall           | The Future X    |         |
| 27 de março de 2022 | Olinda         | Brasil   | Classic Hall           | The Future X    |         |
| Europa              |                |          |                        |                 |         |
| 1 de abril de 2022  | Lisboa         | Portugal | MEO Arena              | The Future X    | 20.000  |
| 2 de abril de 2022  | Porto          | Portugal | Super Bock Arena       | The Future X    | 8.500   |

## Referência
1. ↑  Oliveira, Giovanni (11 de março de 2022). «Now United inicia turnê "Wave Your Flag" no Brasil; confira vídeos». POPline. Consultado em 15 de março de 2022